# Таємна доктрина
«Таємна доктрина, синтез науки, релігії та філософії» (англ. The Secret Doctrine, the Synthesis of Science, Religion and Philosophy) — головний твір Олени Петрівни Блаватської в трьох томах.
Спочатку книга була видана у двох томах в 1888 році, третій том опублікований після смерті письменниці у 1897 році. Основу «Таємної доктрини» складають станси, перекладені з потаємної «Книги Дзіан» з коментарями та поясненнями автора. Також у книзі детально розглядається фундаментальна символіка, яку використовують світові релігії та міфології. У першому томі йдеться про утворення Всесвіту. Другий том розглядає походження і еволюцію людини. Третій том містить історії деяких відомих окультистів.

## Критика
Головний твір Олени Блаватської жорстко критикували багато разів — як сучасники Блаватської, так і більш пізні дослідники — головним чином за його еклектичний та компілятивний характер. Різні частини рукопису цього «твору Блавацької» виявилися написаними різним почерком, тобто різними людьми.
Скептично налаштовані автори відзначають, що є мало доказів того, що «магатми» Блаватської взагалі коли-небудь існували.

## Виноски
1. ↑  P.Jenkins. Mystics and Messiahs.— NYC: Oxford Univ. Pr., 2000.— p.41—42.
2. ↑  А. И. Андреев «Гималайское братство: Теософский миф и его творцы». — СПб: Изд-во СПбУ, 2008